# Metabiantes cataracticus
Metabiantes cataracticus is een hooiwagen uit de familie Biantidae.